# Nastri d'argento 1969
La 24ª edizione dei Nastri d'argento si è svolta il 29 marzo 1969 a Napoli.

## Vincitori e candidati
I vincitori sono indicati in grassetto, a seguire gli altri candidati.

### Regista del miglior film
- Franco Zeffirelli - Romeo e Giulietta
- Pier Paolo Pasolini - Teorema
- Carlo Lizzani - Banditi a Milano

### Miglior produttore
- Ermanno Donati e Luigi Carpentieri - Il giorno della civetta

### Miglior soggetto originale
- Marcello Fondato - I protagonisti
- Pier Paolo Pasolini - Teorema
- Rodolfo Sonego - La ragazza con la pistola

### Migliore sceneggiatura
- Arduino Maiuri, Massimo De Rita e Carlo Lizzani - Banditi a Milano
- Ugo Pirro e Damiano Damiani - Il giorno della civetta
- Liliana Cavani e Tullio Pinelli - Galileo

### Migliore attrice protagonista
- Monica Vitti - La ragazza con la pistola
- Isabella Rei - La bambolona
- Virna Lisi - Tenderly

### Migliore attore protagonista
- Ugo Tognazzi - La bambolona
- Gian Maria Volonté - Banditi a Milano
- Lino Capolicchio - Escalation

### Migliore attrice non protagonista
- Pupella Maggio - Il medico della mutua
- Valentina Cortese - Scusi, facciamo l'amore?
- Laura Betti - Teorema

### Migliore attore non protagonista
- Ettore Mattia - La pecora nera
- Gabriele Ferzetti - C'era una volta il West

### Migliore musica
- Nino Rota - Romeo e Giulietta
- Ennio Morricone - C'era una volta il West
- Mario Nascimbene - Summit

### Migliore fotografia in bianco e nero
- Aldo Scavarda - Grazie zia

### Migliore fotografia a colori
- Pasqualino De Santis - Romeo e Giulietta

### Migliore scenografia
- Luciano Puccini - Romeo e Giulietta

### Migliori costumi
- Danilo Donati - Romeo e Giulietta

### Regista del miglior film straniero
- Robert Bresson - Mouchette - Tutta la vita in una notte (Mouchette)
- Peter Brook - Marat/Sade
- Miklós Jancsó - L'armata a cavallo (Csillagosok, katonák)